# Nicholas Musuraca
Nicholas Musuraca (Riace (Italie), 25 octobre 1892 — Los Angeles, 3 septembre 1975) est un directeur de la photographie.

## Biographie
Né en Italie et émigré aux États-Unis en 1907, à l’âge de quinze ans, il commence par être le chauffeur du producteur de films muet James Stuart Blackton. Il travaille dans les coulisses de nombreux films d'action muets et de série B avant de devenir l'un des principaux directeurs de la photographie au studio RKO Pictures dans les années 1930.
Au cours de sa carrière à la RKO, il travaille à de nombreuses reprises avec Jacques Tourneur, et en 1947 il est nommé pour un Oscar du cinéma pour son travail sur Tendresse de George Stevens. Il passe ensuite brièvement à la Warner Bros. à la fin des années 1950, puis rejoint la compagnie de télévision Desilu Productions où il finit sa carrière, travaillant notamment pour la série télévisée satirique F Troop.
Selon le critique et historien Eric Schaefer :

« Le nom de Nicholas Musuraca reste injustement obscur parmi les directeurs de la photographie de l'âge d'or d'Hollywood. Dans ses premières années à la RKO dans les années 1940, Musuraca collabora aussi bien à des séries A qu'à des séries B, à des films de prestige qu'à des films de genre sans ambition. Pour cette raison, et parce qu'une grande partie des films qu'il a tournés n'ont atteint que récemment le statut de classique ou de tournant du cinéma, il demeure un maître négligé. »

« De même que celui de Gregg Toland sur Citizen Kane (1941), le travail de Musuraca pour Stranger on the Third Floor (1940) définit les conventions visuelles du film noir et codifie l'aspect des films RKO pour les années 1940. La photographie de Musuraca commence et disparaît dans l'ombre, très influencée par l'expressionnisme allemand, et peut être considérée comme un des facteurs majeurs dans la résurrection de ce style à Hollywood dans les années 1940. Le ton dominant de son image est le noir, un choix stylistique qui se prête bien au film noir et aux films d'horreur mélancoliques produits par Val Lewton. Mais même dans les limites du système des studios, Musuraca réussit à transposer son style à d'autres genres. Le western Ciel rouge (1948) et le drame familial nostalgique de George Stevens Tendresse (1948) sont tous deux empreints des ombres que Musuraca avait apportées au film d'horreur dans La Féline (1942) et au film noir dans Le Médaillon (1946). À travers les conventions de genres variés et les exigences différentes de nombreux réalisateurs, Musuraca réussit à maintenir une esthétique personnelle uniforme. »

## Filmographie partielle
- 1928 : The Charge of the Gauchos (Una Nueva y gloriosa nación) de Albert H. Kelley
- 1928 : Orphan of the Sage de Louis King
- 1929 : Le Dernier Voyage de Malcolm St. Clair
- 1930 : Hook, Line and Sinker de Edward F. Cline
- 1930 : Coucous (The Cuckoos) de Paul Sloane
- 1930 : Half Shot at Sunrise de Paul Sloane
- 1931 : Cracked Nuts de Edward F. Cline
- 1931 : Everything's Rosie de Clyde Bruckman
- 1933 : Chance at Heaven de William A. Seiter
- 1934 : La Femme la plus riche du monde (The Richest Girl in the World) de William A. Seiter
- 1934 : Avec votre permission (By Your Leave) de Lloyd Corrigan
- 1934 : Long Lost Father de Ernest B. Schoedsack
- 1935 : Village Tale de John Cromwell
- 1935 : Collège rythme (Old Man Rhythm) de Edward Ludwig
- 1935 : Romance in Manhattan de Stephen Roberts
- 1936 : Le Mystère de Mason Park (Two in the Dark) de Benjamin Stoloff
- 1937 : Flight from Glory de Lew Landers
- 1938 : Miss Manton est folle (The Mad Miss Manton) de Leigh Jason
- 1938 : Night Spot  de Christy Cabanne
- 1939 : Pacific Liner de Lew Landers
- 1939 : Quels seront les cinq ? (Five Came Back) de John Farrow
- 1940 : A Bill of Divorcement de John Farrow
- 1940 : Le Robinson suisse (Swiss Family Robinson) de Edward Ludwig
- 1940 : L'Inconnu du troisième étage (Stranger on the Third Floor) de Boris Ingster
- 1941 : Hurry, Charlie, Hurry de Charles E. Roberts
- 1941 : Le Faucon gentleman détective (The Gay Falcon) d'Irving Reis
- 1942 : Tamara de Tahiti (The Tuttles of Tahiti) de Charles Vidor
- 1942 : La Féline (Cat People) de Jacques Tourneur
- 1942 : La Marine triomphe (The Navy Comes Through) de A. Edward Sutherland
- 1942 : À nous la marine (Call Out the Marines) de Frank Ryan et William Hamilton
- 1942 : Obliging Young Lady de Richard Wallace
- 1943 : La Septième Victime (The Seventh Victim) de Mark Robson
- 1943 : Le Vaisseau fantôme (The Ghost Ship) de Mark Robson
- 1944 : La Malédiction des hommes-chats (The Curse of the cat people) de Robert Wise et Gunther von Fritsch
- 1945 : Deux Mains, la nuit (The Spiral Staircase) de Robert Siodmak
- 1946 : Une nuit mouvementée (Deadline at Dawn) de Harold Clurman (en)
- 1946 : Le Médaillon (The Locket) de John Brahm
- 1946 : Bedlam de Mark Robson
- 1947 : Pendez-moi haut et court (Out of the Past) de Jacques Tourneur
- 1947 : Deux sœurs vivaient en paix (The Bachelor and the Bobby-Soxer) d'Irving Reis
- 1948 : Tendresse (I Remember Mama) de George Stevens
- 1948 : Ciel rouge (Blood on the Moon) de Robert Wise
- 1949 : La Grève des dockers (The Woman on Pier 13 / I Married a Communist) de Robert Stevenson
- 1950 : Voyage sans retour (Where Danger Lives) de John Farrow
- 1950 : Born to Be Bad de Nicholas Ray
- 1950 : Hunt the Man Down de George Archainbaud
- 1951 : Roadblock de Harold Daniels
- 1951 : La Voleuse d'amour (The Company She Keeps) de John Cromwell
- 1952 : Le démon s'éveille la nuit (Clash by Night) de Fritz Lang
- 1953 : Le Voyage de la peur (The Hitch-Hiker) d'Ida Lupino
- 1953 : La Femme au gardénia (The Blue Gardenia) de Fritz Lang